# آنابرگ-بوخ‌هولتس
آنابرگ-بوخ‌هولتس (به آلمانی: Annaberg-Buchholz) شهری در ایالت زاکسن و در کشور آلمان واقع شده است.

## نگارخانه

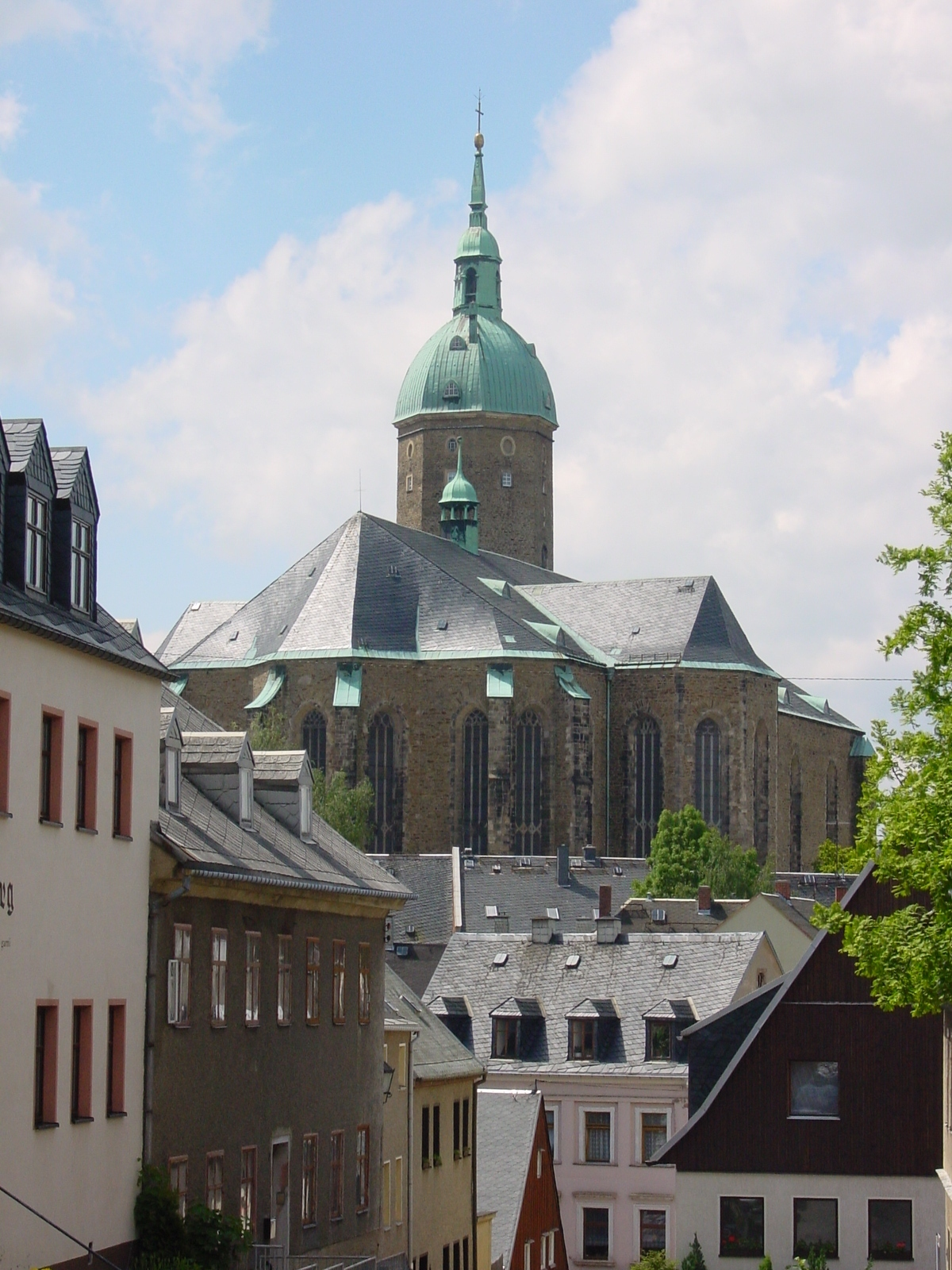
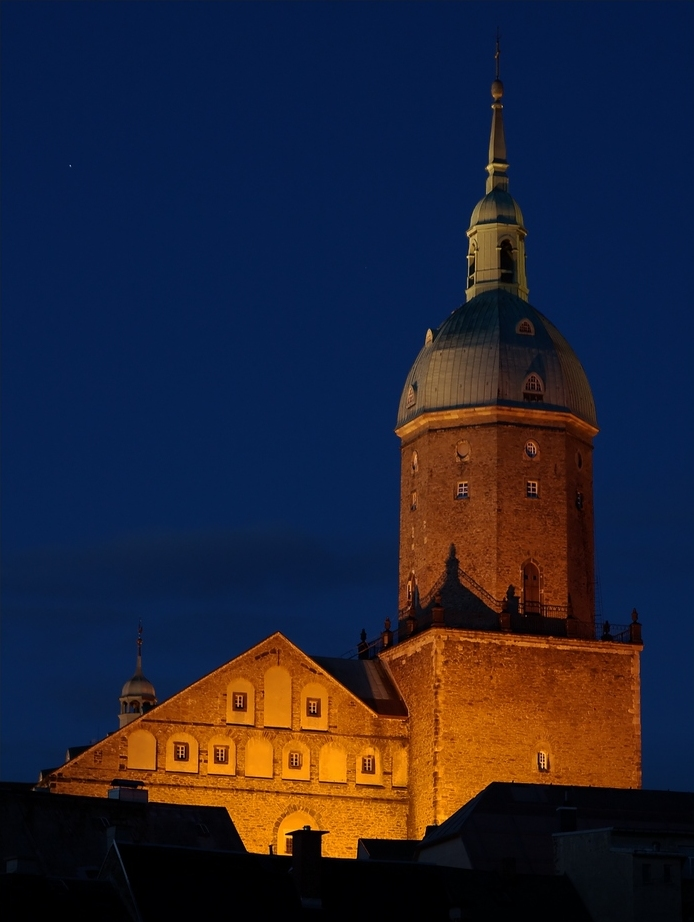
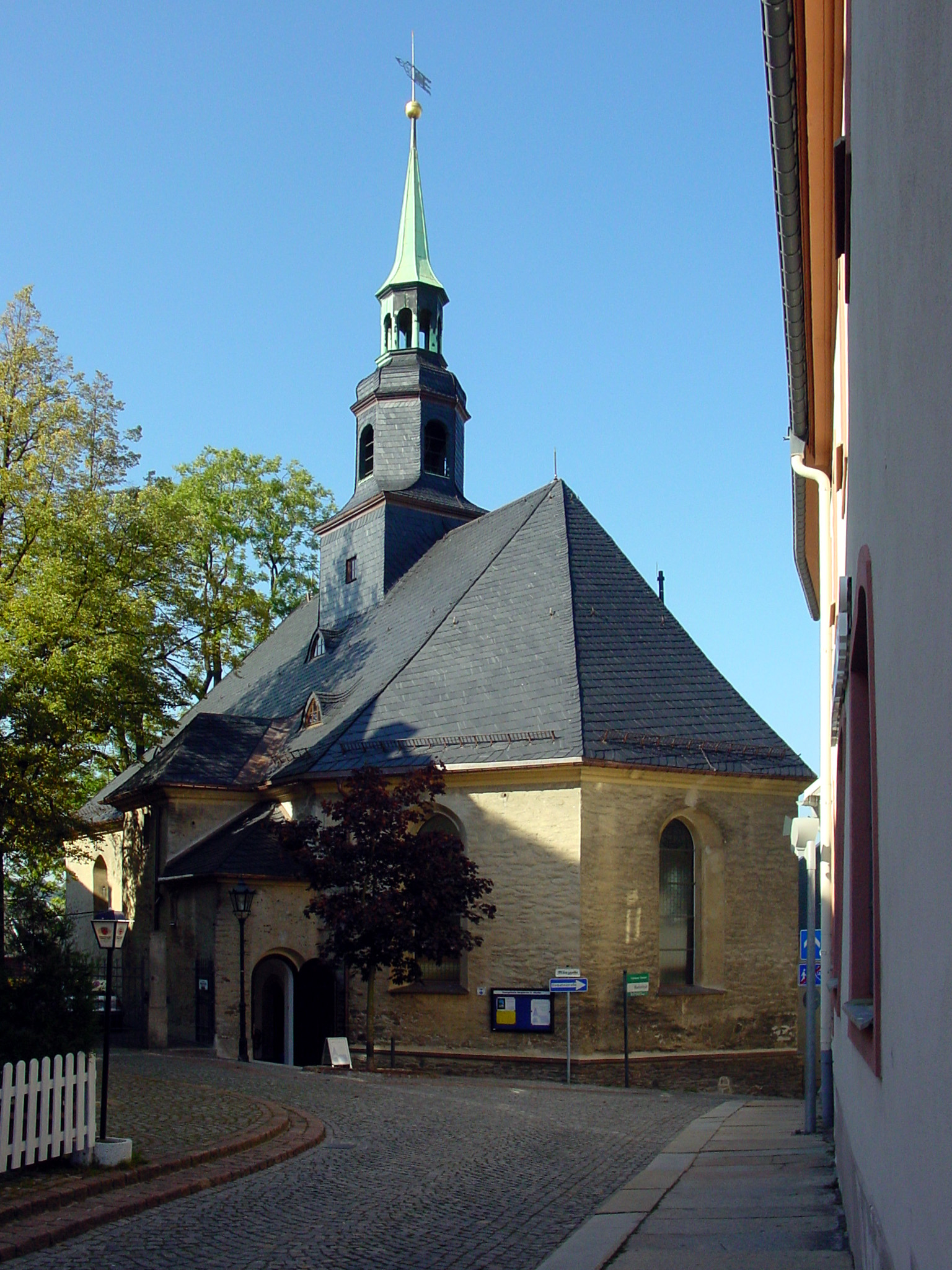
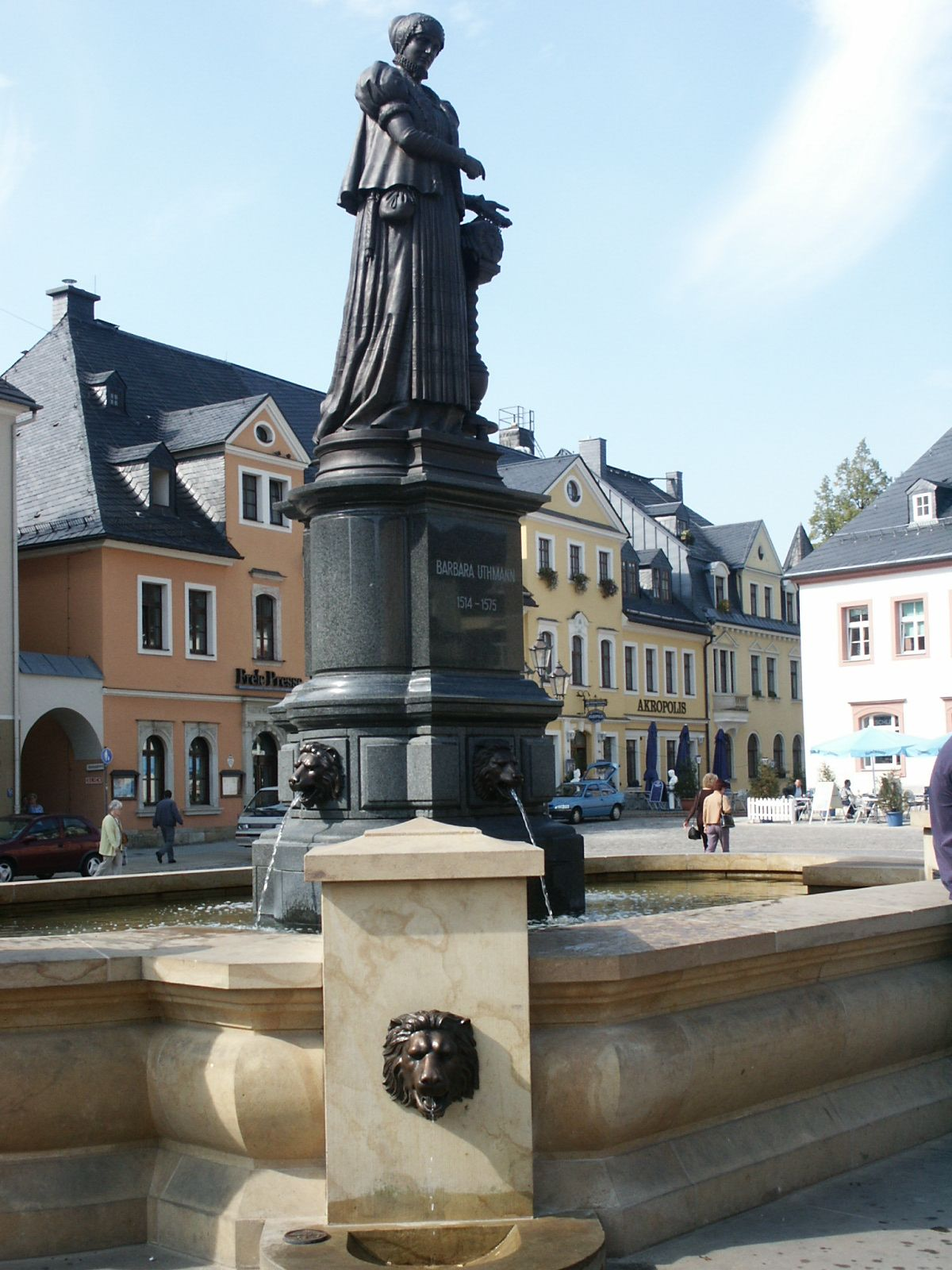
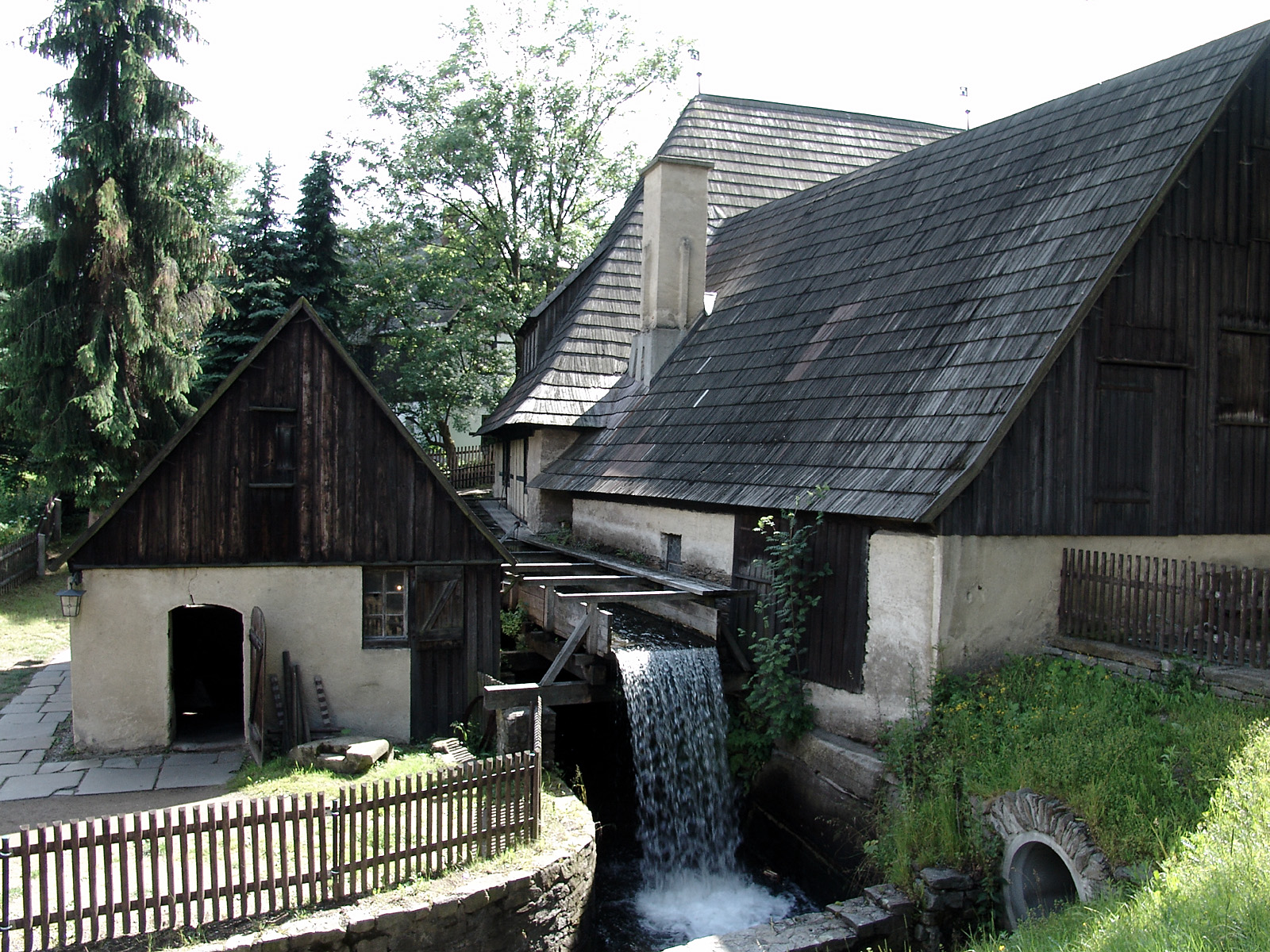
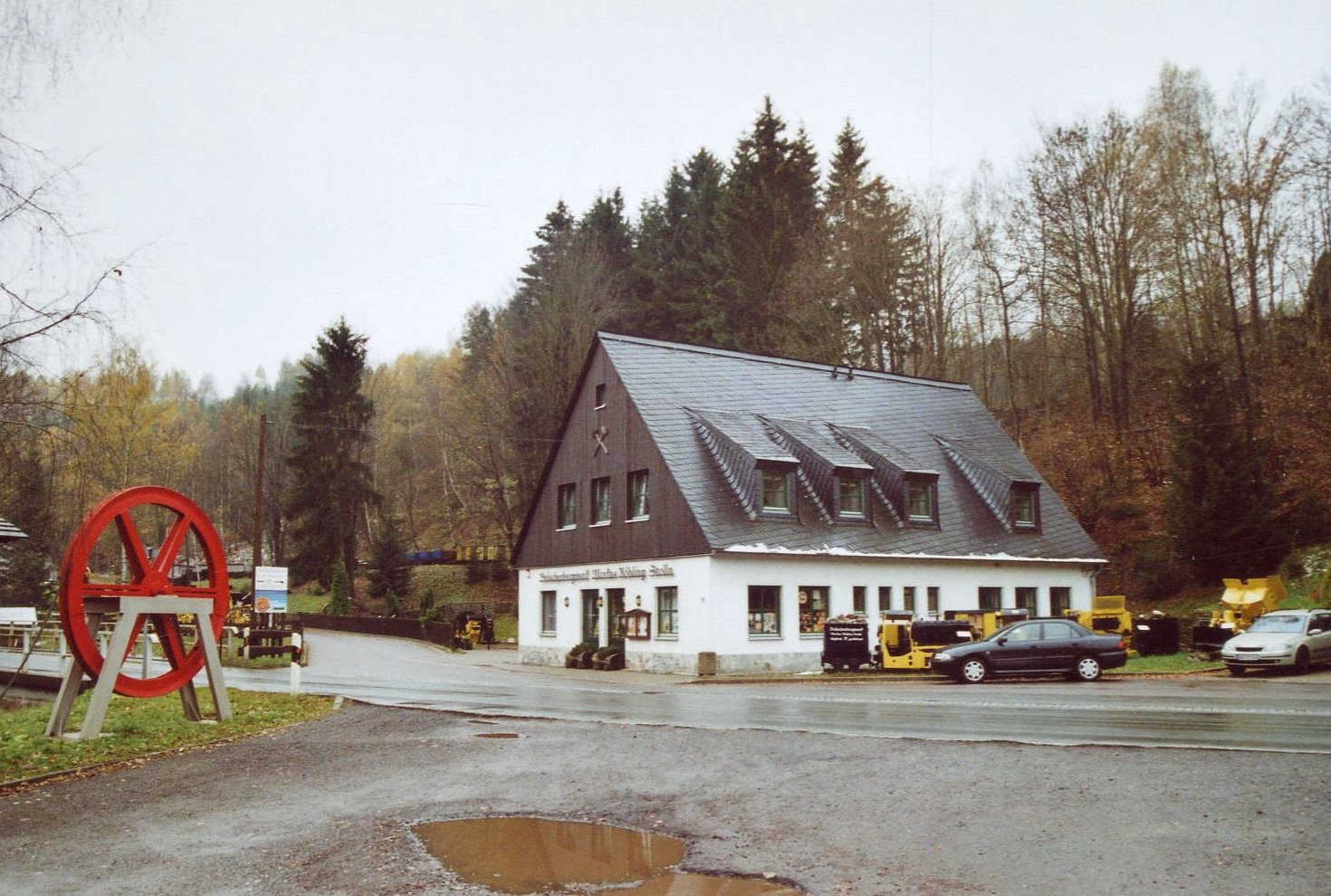
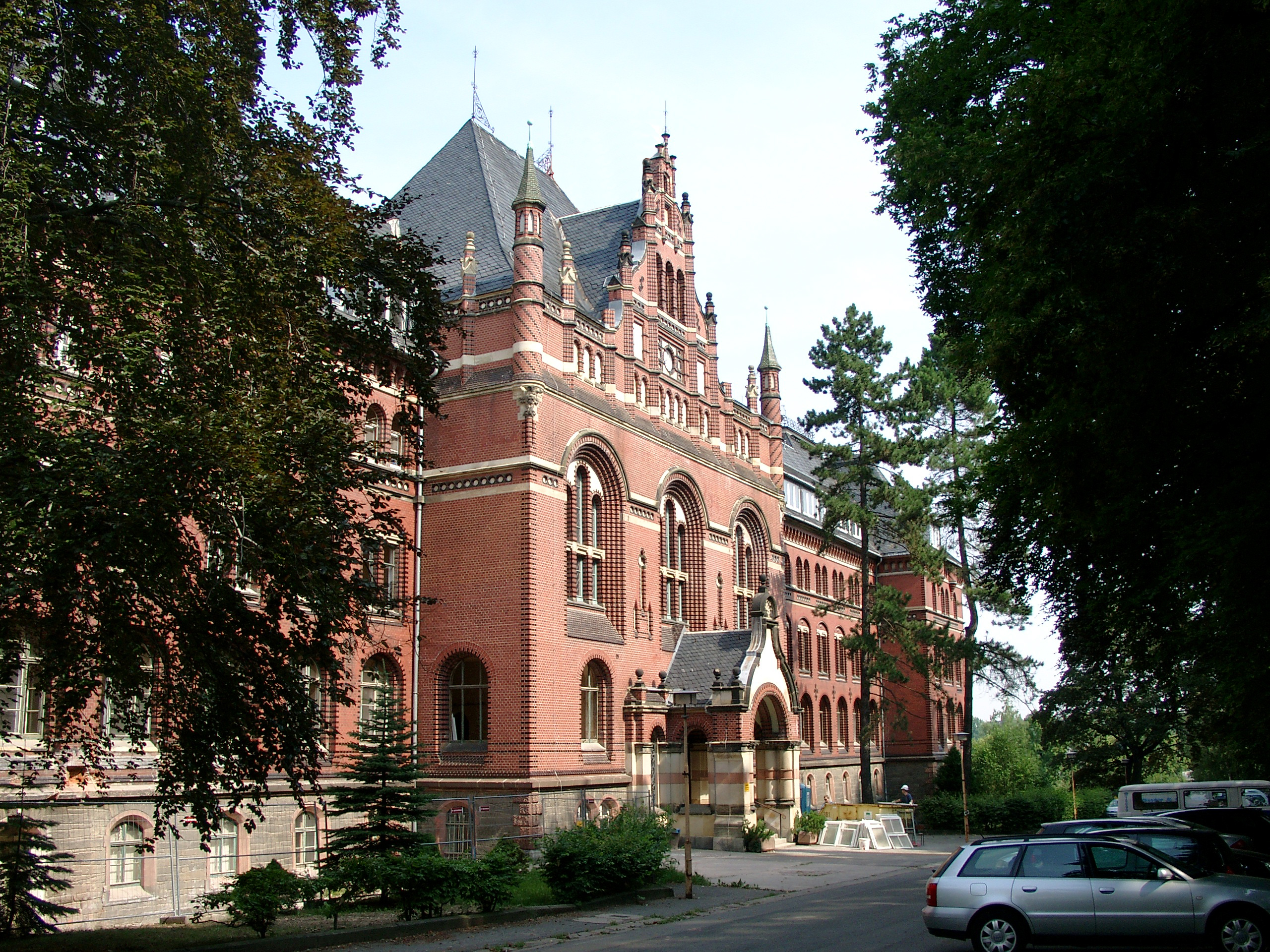
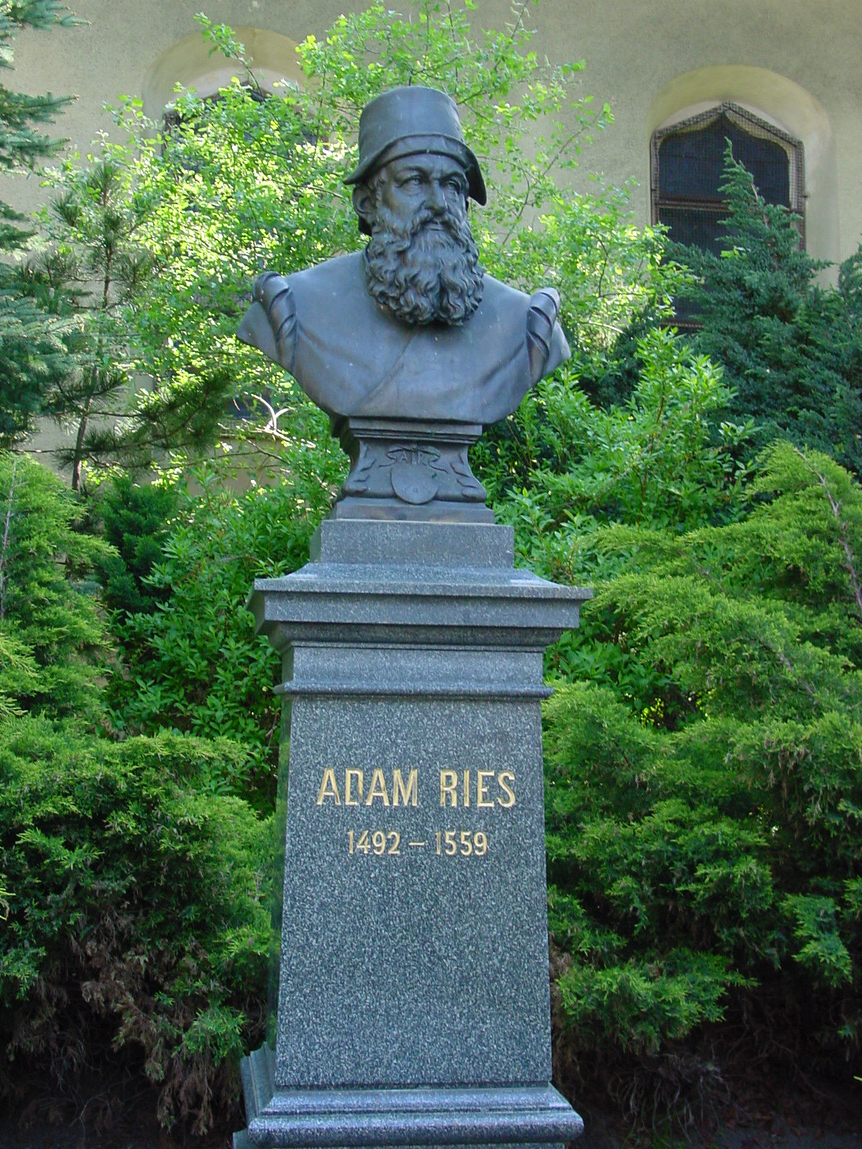